# Hedda Munck
Hedvig (Hedda) Sofia Charlotta Munck af Fulkila, född Hierta 22 december 1846 i Kvillinge församling, Östergötlands län, död 20 maj 1924 i Oscars församling, Stockholm, var en svensk friherrinna och statsfru.

## Biografi
Hedda Munck föddes 1846 på Björnsnäs i Kvillinge socken. Hon var dotter till kaptenen Carl Gustaf Hierta och Sofia Charlotta Blomstedt. Munck blev hovfröken hos hertiginnan Sofia av Östergötland 16 oktober 1865 och 15 november 1883 statsfru hos samma furstinna, som då var drottning Sofia. Hon avled 1924 i Stockholm.

### Familj
Munck gifte sig 20 oktober 1869 i Stockholm med Carl Bror Munck (1836–1905).